# Spaelotis havilae
Spaelotis havilae är en fjärilsart som beskrevs av Augustus Radcliffe Grote 1880. Spaelotis havilae ingår i släktet Spaelotis och familjen nattflyn. Inga underarter finns listade i Catalogue of Life.